# 斯瓦希里播棋
斯瓦希里播棋（Bao），原文在斯瓦希里語意思為板子，是流行於桑給巴爾、坦桑尼亞等东非地區的兩人棋類，規則隨各地略有小些不同，是種玩法複雜的播棋類，並且勝利條件也與一般播棋不同。

## 棋具

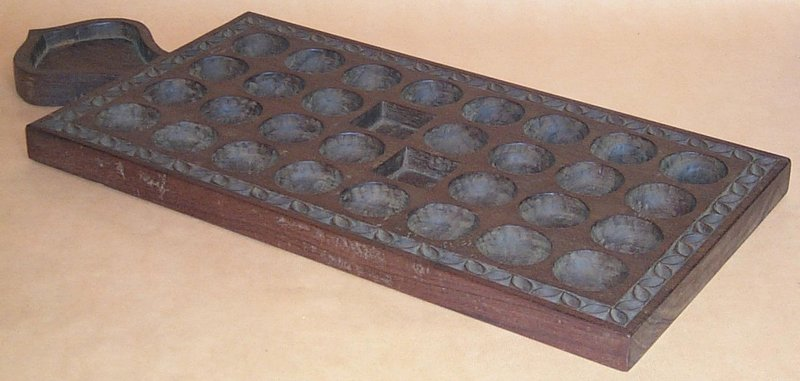
斯瓦希里播棋

- 長方形棋盤，挖有每排八個橫洞，共四排。兩方各控制最近兩排。每方前排右邊第四個為正方形凹洞，稱為nyumba，其餘為圓形的凹洞。每方前排最右與最左的洞，稱為kichwa；次右與次左稱為kimbi。

- 初始佈置時，每方的前排正方形洞有六顆棋子，其右邊兩個洞各有兩顆。另外每方各有二十二顆棋子放於手上。

## 規則
- 為有利解釋，需定義以下現象：
  - 分投：從己方有棋子的棋洞取出所有棋子，以某方向分配到其他的小洞中，一洞分配一顆，直到分配完。
  - 接續分投：當分投的最後一顆棋子若落在己方已有棋子的棋洞中時，需再從該洞以同方向再進行分配動作，直到最後分投的棋子落在無棋子的棋洞中。
  - 可奪狀態：指某方的某前排棋洞至少兩顆棋子，而且正對面對方前排棋洞有任何棋子。
  - 奪子分投：將對方某前排棋洞全部棋子取走，從己方兩個kichwa之一開始分投。要是該棋洞是己方左kichwa、kimbi的對面則只能從左kichwa開始；右kichwa、kimbi，則只能從右kichwa開始。從右kichwa開始，則分投時採順時鐘分向；左則是逆時鐘。
  - 接續奪子分投：奪子分投時，當最後分配的一顆棋子導致成為可奪狀態，就把對方該洞棋子全取走，又重新奪子分投，但方向、分投與kichwa仍維持不變。若最後分配棋子沒再出現可奪狀態，則採用接續分投。
  - 餵子：指己方從手上放入一顆棋子在某己方前排棋洞的動作。

- 每回合玩家可能有二種行動，以奪子為優先：
  - 奪子（mtaji）：當餵子時可以造成某一洞成為可奪狀態（或已是也可）則必須如此作。然後，把對方該棋洞棋子進行接續奪子分投。
  - 移子（kutakata）：不能餵子造成可奪狀態時，任選某己方前排棋洞餵子，再以逆或順時鐘分投該洞，採接續分投。但如果選擇nyumba，而且此棋洞從未進行過奪子分投時的餵子或是接續奪子分投，則只能拿走兩顆棋子分投。

- 當手中棋子已盡，無法餵子時。則奪子或移子都只能選擇己方有兩顆以上棋子的棋洞。

- 若某方的前排棋洞皆無棋子，則該方輸掉遊戲[1][2]。

## 外部連結
- 遊戲介紹 （页面存档备份，存于）
- 遊戲下載
- 線上遊戲